# Zavaczki Walter Levente
Zavaczki Walter Levente (Felsővisó, 1975 –) romániai magyar szobrász.

## Pályája
A nagyváradi képzőművészeti főiskolán szobrászművészként, 2002-ben végzett, a székelyudvarhelyi Szombatfalván él. Főként hazafias emlékművek elkészítésére kap megbízást.

### Művei
- 2001: Orbán Balázs bronzmellszobra Lengyelfalván, szülőfalujában, a művelődési ház előtti téren, amelyet Zavaczki a főiskola végzős hallgatójaként formázott és Sántha Csaba szovátai képzőművész öntött ki.
- 2005: Székelykeresztúr főterén József Attila egész alakos, trachitból készült szobra
- 2006. szeptember 2. A 2005. augusztus 23-i udvarhelyszéki árvíz tizenhat halálos áldozata emlékére emelt impozáns emlékműve Székelyszentlélek határában
- 2006. szeptember 13. A Tompa László Általános Iskola névadójának szobra, Székelyudvarhelyen
- 2007. október 12. Székelyudvarhelyen, a Móra Ferenc Általános Iskola névadójának bronzszobrát immár saját műhelyében öntötte ki.
- 2007. október 28. Székelyudvarhelyen, a Szentimre utcában Szent Imre herceg mellszobra, halála 1000. évfordulóján
- 2008. május 25. A Millenniumi emlékoszlop oroszlánjai és címerei, Székelyudvarhely
- 2008. augusztus 10. Andezitkőbe faragott Bányász-emlékműve, Lövétebánya
- 2009. augusztus 20. Szent István király 2,4 m magas, helyi kőből alkotott szobra, Perkőn
- 2010. április 2-án, nagypénteken Tamás József püspök felszentelte Székelyudvarhely első Keresztútját[1]
- 2011-ben Gálffy Mihály székely vértanú szülőfalujában, Firtosmartonoson emlékművet avattak a hős tiszteletére.[2]
- 2013: 22 méter magas Krisztus-szobra a Hargita megyei Gordon-tetőn[3]

### Kiállítás
- 2003. március 28. közös vándorkiállítása, a Pro Armenia Alapítvány szervezésében, címe: Az erdélyi országúton… Gyergyószentmiklóson, három képzőművész-társával: Balla Tibor festőművésszel, Erdély Bálint Előd fotográfussal, Karácsony Ernő festőművésszel és Sebestyén Róbert szobrászművésszel.

## Fordítás
Ez a szócikk részben vagy egészben  a   Walter Levente Zavaczki című eszperantó Wikipédia-szócikk ezen változatának fordításán alapul.  Az eredeti cikk szerkesztőit annak laptörténete sorolja fel. Ez a jelzés csupán a megfogalmazás eredetét és a szerzői jogokat jelzi, nem szolgál a cikkben szereplő információk forrásmegjelöléseként.